# 黃昏犬
黃昏犬（Hesperocyon）是已滅絕的犬科生物，也是4200萬年前犬型亞目及貓型亞目分支後最初演化的動物 。黃昏犬的化石顯示模式種Hesperocyon gregarius是屬於最少3700萬年前，但最古老的黃昏犬可以追溯至3974萬年前。
黃昏犬長約80厘米，生活於北美洲，外表像麝貓或細小的浣熊。牠的身體及尾巴很長及靈活，四肢很柔弱及短。從牠的聽小骨及牙齒分佈知道牠是屬於犬科。雖然肯定牠是肉食性的，但亦有可能是雜食性的。
古犬亞科都有可能是演化自黃昏犬的，當中涉及最少28個物種，包括Ectopocynus、Osbornodon、Paraenhydrocyon、中犬屬及Enhydrocyon。